# Лех Козейовський
Лех Козейовський (пол. Lech Koziejowski, нар. 3 квітня 1949) — польський фехтувальник на рапірах, олімпійський чемпіон (1972 рік) та бронзовий (1980 рік) призер Олімпійських ігор.

## Виступи на Олімпіадах
| Олімпіада     | Дисципліна           | Місце     |
| ------------- | -------------------- | --------- |
| Мюнхен 1972   | індивідуальна рапіра | 6 p2 r4/5 |
| Мюнхен 1972   | командна рапіра      | 1         |
| Монреаль 1976 | індивідуальна рапіра | 21        |
| Монреаль 1976 | командна рапіра      | 5         |
| Москва 1980   | індивідуальна рапіра | 5         |
| Москва 1980   | командна рапіра      | 3         |